# Tizi N'Isly
Tizi N'Isly  (in arabo تيزي نيسلي‎?) è un centro abitato e comune rurale del Marocco situato nella provincia di Béni Mellal, regione di Béni Mellal-Khénifra. Conta una popolazione di 11 918 abitanti (censimento 2014).